# 彦田元気
彦田 元気（ひこた げんき、1990年7月23日 - ）は日本の作曲家、編曲家、DJ。DJ Genki、Gramの名義でも活動する。一二三所属。

## 人物・来歴
2009年から音楽活動を開始。クラブ・ミュージックを中心とした曲を制作し、DJイベントにも精力的に出演する中でその実力を認められHARDCORE TANO*Cに所属。
2012年にコナミの音楽ゲームBeatmania IIDXに楽曲を提供。その他にDJ TAKAの「Broken」やDJ YOSHITAKAの「Lisa-Riccia」のリミックス、ごくせんテーマ曲の公式リミックスを手がけるなど各所での活躍を経て、株式会社一二三の作曲家として活動を開始する。
2016年『ユーリ!!! on ICE』のEDテーマ「You Only Live Once」の作編曲を手がける。
2017年に入るとアニメ「ひとりじめマイヒーロー」の主題歌「ハートシグナル」を制作。
アニメ音楽、SEGAやTAITOなどのゲーム音楽の他、「アイシティ」「SHOPLIST」などのCM音楽を担当。エネルギーに満ちた楽曲に注目が集まっている。

## 主な作品
| 曲名                                  | 歌手名                                            | タイアップ                                             | 担当       |
| ------------------------------------- | ------------------------------------------------- | ------------------------------------------------------ | ---------- |
| ハートシグナル                        | 羽多野渉                                          | アニメ『ひとりじめマイヒーロー』OPテーマ               | 作曲・編曲 |
| You Only Live Once                    | 羽多野渉                                          | アニメ『ユーリ!!! on ICE』EDテーマ                     | 作曲・編曲 |
| Brand New Sky                         | Ray                                               |                                                        | 作曲       |
| 妄想サンシャイン                      | 佐々木志乃（CV.茅野愛衣）                         | アニメ『緋弾のアリアAA』キャラクターソング             | 作曲・編曲 |
| Up & Up                               | アップアップガールズ（仮）                        |                                                        | 作曲・編曲 |
| ドキドキDREAM!!!                      | イロドリミドリ                                    |                                                        | 作曲・編曲 |
| Party! Party!                         | 林田藍里（CV.永野愛理）                           | アニメ『Wake Up, Girls!』キャラクターソング            | 作曲       |
| WIXOSSのうた                          | ウムル（cv.五十嵐裕美） タウィル（cv.古木のぞみ） | TCG『WIXOSS』テーマソング                              | 作曲       |
| Discover Universe                     | Photon Maiden                                     | メディアミックスプロジェクト「D4DJ」キャラクターソング | 作曲・編曲 |
| 選手宣誓ガール                        | 山崎はるか                                        |                                                        | 作曲・編曲 |
| Dragon Dance                          | 山崎はるか                                        |                                                        | 作曲・編曲 |
| 僕ら、駆け行く空へ（2019 HH Rebuild） | 山崎はるか                                        |                                                        | 編曲       |
| 凪                                    | 山崎はるか                                        |                                                        | 作曲・編曲 |
| キミだけのメロディ                    | 角巻わため                                        |                                                        | 作曲・編曲 |
| 気分上々↑↑                            | Happy Around!                                     | メディアミックスプロジェクト「D4DJ」キャラクターソング | 編曲       |
| HOT LIMIT                             | Photon Maiden                                     | ゲーム『D4DJ Groovy Mix』関連曲                        | 編曲       |
| アバンチュール♡ホリック               | hololive IDOL PROJECT                             | ホロライブサマー2023 2ndテーマソング                   | 作曲・編曲 |
| Choose your way                       | 胡桃 のあ                                         |                                                        | 作曲       |

### 太鼓の達人
- ラヴ♡スパイス♡ライクユー!!! /feat.ななひら,藍月なくる&yukacco
- トイマチック☆パレード

### その他作品
- アイシティCM「ばっちり」篇
- ポカリスエットCM「キミの夢とボクの夢（2017夏version）」「踊る始業式」篇
- パリピ孔明（劇伴音楽）